# Jane Elizabeth Dexter Conklin
Jane Elizabeth Dexter Conklin (ur. 7 lipca 1831 w Utica, zm. ?) – poetka amerykańska.

## Życiorys

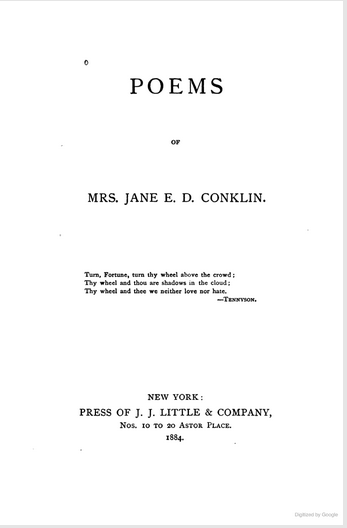
Strona tytułowa zbioru "Poems" z 1884

Urodziła się w mieście Utica 7 lipca 1831. Jej przodkiem był Gregor Grant, naczelnik szkockiego klanu Grant, który przybył do Ameryki i zaciągnął się do Armii Kontynentalnej. Ojciec poetki pochodził z Paris w stanie Nowy Jork, a matka była córką Williama W. Williamsa, architekta z Albany. Wykształcenie zdobyła w Utica i w Albany. W wieku 14 lat zaczęła publikować wiersze. W 1865 wyszła za Cramera H. Conklina, weterana wojny secesyjnej, aktywisty Grand Army of the Republic. Kiedy utworzono kobiecą przybudówkę tej organizacji, Jane została  wybrana na jej przewodniczącą i sprawowała ten urząd przez trzy lata. Mimo że jej utwory nie były właściwie hymnami religijnym, zaczęły być wykonywane także w kościołach. Autorka stale współpracowała z wychodzącym w Utica pismem Gospel Messenger. Wydała trzy zbiorki poetyckie, w tym tomik Poems (1884). Była też uważaną za dobrą mówczynię. Kilka wierszy poświęciła szkockiemu narodowemu poecie Robertowi Burnsowi.